# Angelo Verploegen
Angelo Verploegen (Oss, 22 december 1961) is een Nederlandse jazzmuzikant (trompet, bugel) en muziekproducent.

## Carrière
Verploegen studeerde muziekwetenschappen aan de Universiteit van Amsterdam en jazztrompet aan het Sweelinck-conservatorium. Hij werkte als sideman onder andere met de Frank Grasso Big Band, Corrie en de (Grote) Brokken, de Bik Bent Braam, Jaap Blonks Splinks, Zut Alors! (met Jasper Blom en Michael Moore), Eric van der Westens Quadrant Extended, het Transatlantic Jazz Orchestra onder Gunther Schuller, Bob Brookmeyers New Art Orchestra, Denise Jannah, Ronald Douglas, Frank Boeijen, Candy Dulfer en Paul van Kemenade.
Bovendien leidde Verploegen meerdere eigen formaties. Met het sextet The Houdini's toerde hij door Europa, de Verenigde Staten, Canada en Australië. Hij realiseerde gezamenlijke projecten met de Nieuw Sinfonietta Amsterdam onder Richard Dufallo, het Schönberg Ensemble onder John Adams en het Jazz Orchestra of the Concertgebouw onder Henk Meutgeert en hij nam meerdere albums op. Ook met het Trio Toïs ontstonden cd-opnamen en bovendien speelde hij met deze groep de muziek voor de film Wilde Mossels. Met het trio Trio Verploegen, Verhoeff & van der Westen debuteerde hij in 2001 bij het Rotterdam World Port Jazz Festival en bracht hij in het daaropvolgende jaar het album The Night & The Day Dreamer uit.
Als producent ontfermde Verploegen zich over de meeste albums van The Houdini's en werkte hij samen met Leny Andrade, Lisa Michel, Heleen van den Hombergh, Benjamin Herman, Maarten van der Grinten, Jesse van Ruller, het Wolfert Brederode/Eric Ineke Quintet, Kenny Wheeler, het UMO Jazz Orchestra en Misha Mengelberg. Hij onderrichtte jazztrompet aan de Hogeschool voor de Kunsten Utrecht en de Hogeschool voor de Kunsten Arnhem. Sinds 2007 is hij artistiek leider van het Jazz Orchestra of the Concertgebouw.

## Discografie
Angelo Verploegen
- 2005: Executive Lounge
- 2011: The Ballad Album

The Houdinis
- 1991: Live at Paradox
- 1992: Headlines
- 1993: Kickin' in the Frontwindow
- 1995: Challenge Records
- 1995: No More Yesterdays
- 1995: Play the Big Five
- 1997: Cooee
- 2000: Live at Kiama Jazz Festival
- 2000: Stripped to the Bone

Trio Toïs
- 1997: An Angel's Work Is Never Done
- 1999: Forbidden Fruit

Trio Verploegen, Verhoeff & van der Westen (Amsterdam Jazz Trio)
- 2002: The Night and the Day Dreamer
- 2004: For the Time Being
- 2018: The Sweetest Sound

Trio Verploegen, Raams & van der Westen
- 2016: A Traveller's Tale: J.J.

Trio Verploegen, Verhoeff & Calister
- 2018: Live at the Concertgebouw

- Gemeinsame Normdatei: 134736176
- International Standard Name Identifier: 0000 0001 3091 7432
- Library of Congress Control Number: n2014063214
- MusicBrainz: be3867a4-3f8d-4c77-8247-7dd3d9e03583
- Virtual International Authority File: 310715222
- WorldCat: E39PBJyWPxT899tG4BqJ46mrv3